# فلورانس مارلی
فلورانس مارلی (فرانسوی: Florence Marly‎؛ ۲ ژوئن ۱۹۱۹ – ۹ نوامبر ۱۹۷۸) هنرپیشهٔ فرانسویِ متولدِ چک بود. وی بین سال‌های ۱۹۳۷ تا ۱۹۷۵ میلادی فعالیت می‌کرد.
در خلال جنگ جهانی دوم مارلی با همسر یهودی‌اش و کارگردان فیلم، پیر شنال به کشور بی‌طرف آرژانتین، جایی که او در چندین فیلم ظاهر شد؛ نقل مکان کرد. او همچنین در دو فیلم شوهرش زمانی که در شیلی اقامت داشتند، بازی کرد.
بازی مارلی در فیلم پرونده ۲۱۲ توکیو، نگاه قدرشناسانهٔ منتقدان را برای وی به ارمغان آورد. رابرت جی. لنتز در فیلم‌شناسی جنگ کره نوشت که او بهترین اجرا را در این فیلم ارائه داده‌است. این نخستین فیلم بلند هالیوود بود که به طور کامل در ژاپن فیلم‌برداری شد.